# Inibidor direto da trombina
Os inibidores diretos da trombina (IDT) são uma classe de fármacos que agem como anticoagulantes (retardam a coagulação do sangue) diretamente inibindo a enzima trombina. Alguns já estão disponíveis para uso clínico, enquanto outros estão em fase de desenvolvimento clínico. Vários membros da classe são esperados para substituir a heparina (e derivados) e a varfarina em diversos cenários clínicos.

## Tipos
Existem dois tipos de inibidores diretos da trombina, dependendo de sua interação com a molécula de trombina. Os IDT bivalentes (hirudina e análogos) se ligam tanto no sítio ativo como no exosítio 1, enquanto que os IDT univalentes ligam-se apenas com o sítio ativo.

### Bivalente
Hirudina e derivados foram originalmente descobertos no Hirudo medicinalis:
- Hirudina
- Bivalirudina (inibição transitória - é clivado pela trombina)
- Lepirudina
- Desirudina

### Univalente
- Argatrobana
- Melagatrana (e sua pró-droga ximelagatrana)
- Dabigatrana